# Laphystia actius
Laphystia actius är en tvåvingeart som först beskrevs av Axel Leonard Melander 1923.  Laphystia actius ingår i släktet Laphystia och familjen rovflugor. Inga underarter finns listade i Catalogue of Life.